# Polystichum anomalum
Polystichum anomalum är en träjonväxtart som först beskrevs av William Jackson Hooker och Arn., och fick sitt nu gällande namn av John Smith. Polystichum anomalum ingår i släktet Polystichum och familjen Dryopteridaceae. Inga underarter finns listade.